# Mátray Betegh Béla

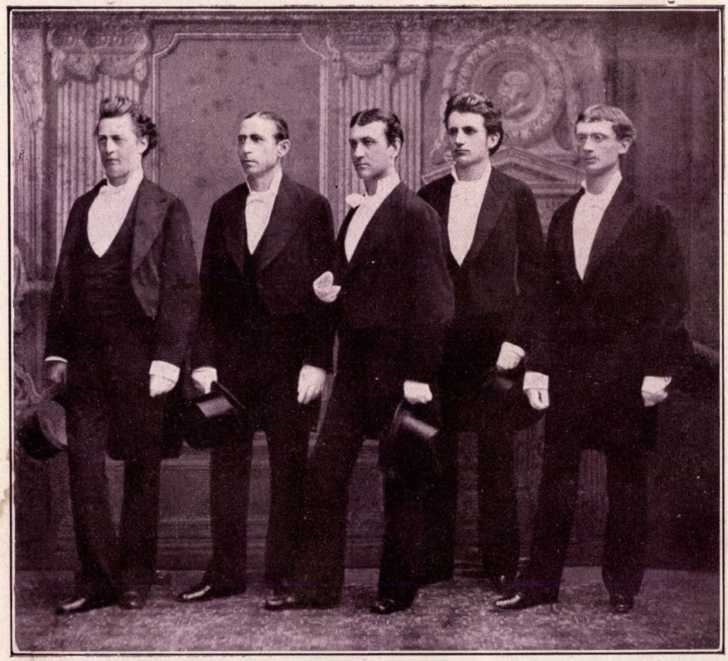
Bécsi magyar népszínműtársulat vezető alakjai: Krasznay Mihály, Szentgyörgyi István, Mátrai Betegh Béla, Gyenes László és Szombathelyi Béla, akiket Erzsébet királyné 1880. május havában Schönbrunnban kihallgatáson fogadott. Forrás: Magyar Színművészeti Lexikon 1. 1929.

Mátray Betegh Béla (családi neve: alcsiktusnádi Betegh Béla; Kolozsvár, 1846. március 19. – Gödöllő, 1912. augusztus 19.) színész, művezető, rendező. Mátray Erzsi színésznő édesapja.

## Élete
Régi székely nemesi családból származott. Apja mint Bethlen József gróf udvartartásának gondnoka élt. Mátray tanulmányait a nagyszebeni Theresianumban folytatta 1857-től 1862-ig; innét a gimnázium felsőbb osztályainak tanulása végett Kolozsvárra tért vissza, ahol inkább a festészettel foglalkozott és csakhamar egy fényképíró műtermében keresett alkalmazást; itt másfél évet töltött; azután a színi pályára akart lépni és felvétette magát Pesten a színészeti iskolába és egy év múlva a szokásos ösztöndíjat is elnyerte. Radnótfáy Nagy Sámuel intendánssága idején a Csepreghy titkár kezelése alatt álló irodák egyikében bizalmi álláshoz jutott, üres idejében pedig előkelő házak gyermekeinek oktatást adott a rajzban. Előbb Aradi Gerőtől kapott meghívást a budai várszínházba; 1870. január 21-én Fehérváry Antalhoz szerződött Kolozsvárra. A kolozsvári színházon kívül még Temesváry Lajosnál egy télen Kassán, majd két évig az aradi színügygyámolító-egylet igazgatása alatt a téli hónapokban Aradon, nyáron pedig mint művezető Temesvár, Nagybecskerek, Békésgyula, Kikinda stb. alföldi városokban működött. A Bécsben vendégszereplő népszínműtársulat vezetője is ő volt. 1882 nyarán nőül vette Borowszky Matild fiatal színésznőt. 1884 őszétől a Nemzeti Színház tagja volt, egy rövid megszakítással egészen haláláig. 1896-től 1903-ig a Vígszínházban fellépett mint színész, és főrendezőként is dolgozott.
Kitűnőbb szerepei közé tartozott: Shylok, Biberach, (Bánk-bán), Harpagon (Fösvény), Myze (IV. László), Moor Ferencz (Haramiák), Jago (Othelló).
Cikkeket írt az aradi Alföldbe (1878-79. A drámai szinészek szerep nem tudása, Az aradi szintársulat Lugoson, Bátray Méla álnévvel és szini kritikák) és a B. Virágh Gézától szerkesztett: A magyar szinművészet. Bpest, 1900. c. munkába (Reformeszmék).

## Munkái

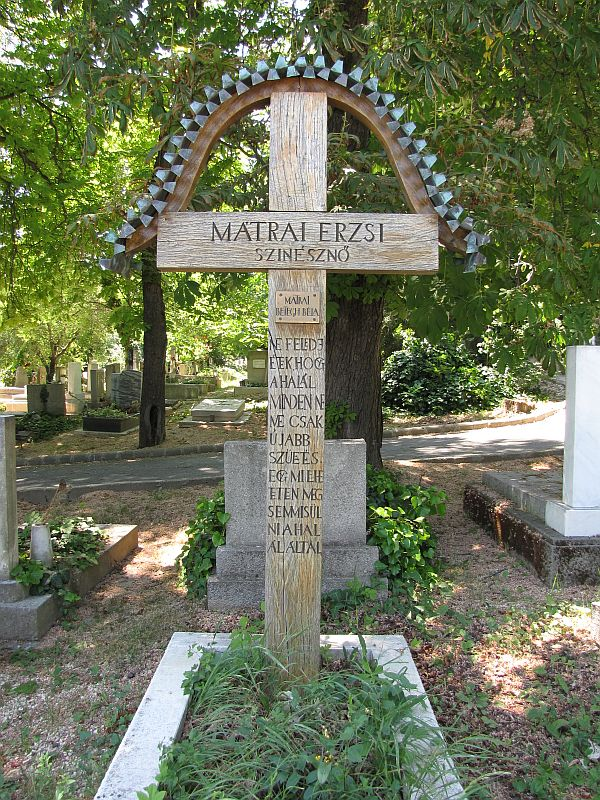
Sírja a Farkasréti temetőben (18-1-60)

- Koncsag Lajkó, eredeti népszinmű dalokkal 3. felv., zenéje Szabó Imrétől. Kolozsvár, 1876. (Először adatott a budapesti népszinházban 1876. aug. 25.)
- Az élet szinfalai és a szinpad coulissái tarka vázlatokban. Uo. 1880.

Meg volt írva a csillagokban c. kétkötetes regénye a Budapest c. napilapban jelent meg (1900 I.)

### Kéziratban fordított színművei
- Az inquisitor leánya vagy az urnak méltó és méltatlan szolgái, szomj. 4. felv., írta Körber Oktáv (először Kassán 1873. okt. 4.);
- Két szék közt a pad alatt, vagy a mama mint vetélytárs, vígj. 2. felv. Capendu Ernő után ford. (először Kassán 1873. decz. 12.);
- Rablógyilkos, vígj. 1 felv., írta About Edmund (Kassán 1875. ápr. 24.);
- A tiszteletes úr keservei, víg szinmű 4 f. Kneisel után (Kassán 1875. ápr. 21.).